# شدمیوروگوف دروگی
شدمیوروگوف دروگی (به لهستانی:  Siedmiorogów Drugi) یک روستا در لهستان است که در گمینا بورک ویلکوپولسکی واقع شده‌است. شدمیوروگوف دروگی ۲۳۵ نفر جمعیت دارد.